# Фингерхут, Карл Антон
Карл А́нтон Фи́нгерхут (нем. Carl Anton Fingerhuth; 1798—1876) — немецкий ботаник и врач.

## Биография
Карл Антон Фингерхут родился 20 декабря 1798 года (часто указывается 1802 год) в деревне Дом-Эш близ Ойскирхена. Работал врачом в Дом-Эше.
В 1825 году Фингерхут и его друг Матиас Йозеф Блуфф выпустили первую часть монографии флоры Германии. После смерти Блуффа в 1837 году работу над книгой продолжили Нес и Шауэр. Нес в этой книге назвал именами Карла Антона и Матиаса Йозефа роды злаковых растений Fingerhuthia и Bluffia. Фингерхут же, вскоре оставив ботанику, издал несколько публикаций, посвящённых гипертрофии молочной железы человека.
3 июня 1876 года Карл Антон Фингерхут скончался.

## Некоторые научные работы
- Bluff, M.J.; Fingerhuth, C.A.; Wallroth, F.G.; Nees von Esenbeck, C.G.D.; Schauer, J.C. (1825—1839). Compendium florae Germaniae. 4 vols.
- Fingerhuth, C.A. (1829). Tentamen florulae lichenum Eiffliacae. 100 p.
- Fingerhuth, C.A. (1832). Monographia generis Capsici. 34 p., 10 pl.

## Роды растений, названные в честь К. А. Фингерхута
- Fingerhuthia Nees, 1834